# 駆出率
駆出率（くしゅつりつ、英: Ejection fraction: EF）とは、一収縮（または一心拍）ごとに心室（通常は心臓）から排出される液体（通常は血液）の体積の割合である。心房 、心室 、胆嚢、下肢静脈 を指すこともあるが、特定されない場合は通常、心臓の左心室を指す。EFは心臓のポンプ効率を示す指標として広く用いられ、心不全の病型分類にも用いられる。また、心不全の重症度の指標としても使用されているが、その限界も認識されている。
左心の駆出率である左室駆出率（LVEF）は、一心拍で左心室から送り出される血液量（一回拍出量）を拡張期充満終了時に左心室に溜まった血液量（拡張末期容積）で割って算出される。LVEFは、体循環への送り出しの有効性を示す指標である。右心室のEF、すなわち右室駆出率（RVEF）は、肺循環へのポンプ作用の効率を示す指標である。体の必要量を満たすのに十分な血液を送り出すことができない心臓（すなわち心不全）では、必ずではないが、心室駆出率が低下していることが多い。